# Heteropyxis dehniae
Heteropyxis dehniae là một loài thực vật có hoa trong Họ Đào kim nương. Loài này được Suess. mô tả khoa học đầu tiên năm 1951.